# Hauconcourt
Hauconcourt és un municipi francès, situat al departament del Mosel·la i a la regió del Gran Est. L'any 2007 tenia 531 habitants.

## Demografia

### Població
El 2007 la població de fet de Hauconcourt era de 531 persones. Hi havia 208 famílies, de les quals 54 eren unipersonals (8 homes vivint sols i 46 dones vivint soles), 77 parelles sense fills, 65 parelles amb fills i 12 famílies monoparentals amb fills.
La població ha evolucionat segons el següent gràfic:
Habitants censats

### Habitatges
El 2007 hi havia 232 habitatges, 219 eren l'habitatge principal de la família, 2 eren segones residències i 11 estaven desocupats. 196 eren cases i 36 eren apartaments. Dels 219 habitatges principals, 155 estaven ocupats pels seus propietaris, 54 estaven llogats i ocupats pels llogaters i 11 estaven cedits a títol gratuït; 1 tenia una cambra, 11 en tenien dues, 31 en tenien tres, 52 en tenien quatre i 125 en tenien cinc o més. 180 habitatges disposaven pel capbaix d'una plaça de pàrquing. A 109 habitatges hi havia un automòbil i a 91 n'hi havia dos o més.

### Piràmide de població
La piràmide de població per edats i sexe el 2009 era:
| Homes | Edats   | Dones |
| ----- | ------- | ----- |
| 0     | 95 o +  | 0     |
| 0     | 90 a 94 | 4     |
| 4     | 85 a 89 | 4     |
| 4     | 80 a 84 | 0     |
| 4     | 75 a 79 | 24    |
| 24    | 70 a 74 | 8     |
| 12    | 65 a 69 | 12    |
| 20    | 60 a 64 | 20    |
| 16    | 55 a 59 | 24    |
| 16    | 50 a 54 | 16    |
| 16    | 45 a 49 | 32    |
| 20    | 40 a 44 | 20    |
| 16    | 35 a 39 | 20    |
| 32    | 30 a 34 | 24    |
| 8     | 25 a 29 | 8     |
| 12    | 20 a 24 | 8     |
| 20    | 15 a 19 | 12    |
| 12    | 10 a 14 | 16    |
| 16    | 5 a 9   | 8     |
| 4     | 0 a 4   | 12    |

## Economia
El 2007 la població en edat de treballar era de 317 persones, 243 eren actives i 74 eren inactives. De les 243 persones actives 228 estaven ocupades (119 homes i 109 dones) i 16 estaven aturades (8 homes i 8 dones). De les 74 persones inactives 21 estaven jubilades, 29 estaven estudiant i 24 estaven classificades com a «altres inactius».

### Ingressos
El 2009 a Hauconcourt hi havia 222 unitats fiscals que integraven 539 persones, la mediana anual d'ingressos fiscals per persona era de 18.138 €.

### Activitats econòmiques
Dels 143 establiments que hi havia el 2007, 8 eren d'empreses extractives, 6 d'empreses de fabricació de material elèctric, 12 d'empreses de fabricació d'altres productes industrials, 17 d'empreses de construcció, 47 d'empreses de comerç i reparació d'automòbils, 12 d'empreses de transport, 9 d'empreses d'hostatgeria i restauració, 1 d'una empresa d'informació i comunicació, 5 d'empreses financeres, 9 d'empreses immobiliàries, 14 d'empreses de serveis i 3 d'empreses classificades com a «altres activitats de serveis».
Dels 32 establiments de servei als particulars que hi havia el 2009, 1 era una oficina bancària, 4 tallers de reparació d'automòbils i de material agrícola, 1 taller d'inspecció tècnica de vehicles, 2 paletes, 2 guixaires pintors, 2 fusteries, 4 lampisteries, 1 electricista, 1 empresa de construcció, 1 perruqueria, 3 agències de treball temporal, 6 restaurants, 3 agències immobiliàries i 1 tintoreria.
Dels 23 establiments comercials que hi havia el 2009, 1 era, 4 grans superfícies de material de bricolatge, 6 botigues de roba, 1 una botiga de roba, 2 sabateries, 1 una botiga d'electrodomèstics, 1 una botiga de mobles, 3 botigues de material de revestiment de parets i terra, 1 una botiga de material de revestiment de parets i terra, 1 un drogueria i 2 floristeries.
L'any 2000 a Hauconcourt hi havia 4 explotacions agrícoles.

## Equipaments sanitaris i escolars
El 2009 hi havia 1 escola maternal i 1 escola elemental.

## Poblacions més properes
El següent diagrama mostra les poblacions més properes.